# Одми
Одми (пол. Odmy, нім. Odmy) — село в Польщі, у гміні Домбрувно Острудського повіту Вармінсько-Мазурського воєводства.
Населення — 45 осіб (2011).

## Демографія
Демографічна структура станом на 31 березня 2011 року:
|          | Загалом | Допрацездатний вік | Працездатний вік | Постпрацездатний вік |
| -------- | ------- | ------------------ | ---------------- | -------------------- |
| Чоловіки | 26      | 9                  | 15               | 2                    |
| Жінки    | 19      | 3                  | 11               | 5                    |
| Разом    | 45      | 12                 | 26               | 7                    |